# Зоя Паприкова
Зоя Стефанова Па̀прикова е българска художничка, живописец.

## Биография
Родена е на 5 ноември 1902 г. в София, в семейството на ген. Стефан Паприков и Теодора Паприкова. От 1921 до 1923 г. учи живопис при Никола Маринов в Художествената академия в София, а през 1923 – 1928 г. при Феличе Карена в Художествената академия във Флоренция. Почива на 30 май 1951 г.

## Творчество
В началото творчеството ѝ е повлияно от френския импресионизъм. Нейните картини са изящни, с интимно светоусещане, изпълнени с носталгично усещане. Голяма част от картините ѝ са унищожени при бомбардировките над София през 1944 г. По-известни картини на Зоя Паприкова са:
- „Пейзаж“ (ок. 1936)
- „Пейзаж от Лондон“ (1937)
- „Мост на Темза“ (1937)
- „Портрет на млада жена“ (1937)
- „Подуяне“ (1939)
- „Натюрморт“ (1940)
- „Портрет на Енка“ (1940)
- „Жътва“ (1942)
- „Квартал Хаджи Димитър“ (1946)
- „Голо тяло“ (ок. 1946)
- „Край София“ (1947)
- „Седнала жена“ (1947)
- „Дамски портрет“
- „Автопортрет“
- цикъл „Пейзажи от покрайнините на София“

Нейни картини се съхраняват във фондовете на Националната художествена галерия и Софийска градска художествена галерия.

## Награди
- 1937 г. – получава златен медал на Световното изложение в Париж.[1]